# Marathon van Nagano 2016
De marathon van Nagano 2016 vond plaats op zondag 17 april 2016 in de Japanse stad Nagano. Het was de achttiende editie van deze marathon. Een sterke wind zorgde ervoor dat er geen snelle tijden gelopen werden.
Bij de mannen werd de wedstrijd gewonnen door de Keniaan Jairus Chanchima in 2:15.31. Bij de vrouwen was de Ethiopische Shasho Insermu het snelste in 2:34.19. Zij was ruim een halve minuut sneller dan haar achtervolger.

## Uitslagen

### Mannen
| rang   | naam             | land | tijd    |
| ------ | ---------------- | ---- | ------- |
| Goud   | Jairus Chanchima | KEN  | 2:15.31 |
| Zilver | Ser-Od Bat-Ochir | MGL  | 2:15.56 |
| Brons  | Taiga Ito        | JPN  | 2:16.32 |
| 4      | Laban Wanjiku    | KEN  | 2:16.53 |
| 5      | Fabiano Joseph   | TAN  | 2:17.35 |
| 6      | Shoji Takada     | JPN  | 2:18.14 |
| 7      | Kazuya Ishida    | JPN  | 2:18.21 |
| 8      | Kinya Hashira    | JPN  | 2:18.42 |
| 9      | Go Nakagawa      | JPN  | 2:20.38 |
| 10     | Shunsuke Sakai   | JPN  | 2:24.22 |

### Vrouwen
| rang   | naam               | land | tijd    |
| ------ | ------------------ | ---- | ------- |
| Goud   | Shasho Insermu     | ETH  | 2:34.19 |
| Zilver | Gladys-Luci Tejeda | PER  | 2:34.54 |
| Brons  | Kaori Yoshida      | JPN  | 2:35.14 |
| 4      | Winfrida Kebaso    | KEN  | 2:40.23 |
| 5      | Helen Wanjiru      | KEN  | 2:43.02 |
| 6      | Seika Iwamura      | JPN  | 2:48.20 |
| 7      | Minori Inoue       | JPN  | 2:52.45 |
| 8      | Sumiko Gomi        | JPN  | 2:54.30 |

Shinmai-periode:

1958 ·
1959 ·
1960 ·
1961 ·
1962 ·
1963 ·
1964 ·
1965 ·
1966 ·
1967 ·
1968 ·
1969 ·
1970 ·
1971 ·
1972 ·
1973 ·
1974 ·
1975 ·
1976 ·
1977 ·
1978 ·
1979 ·
1980 ·
1981 ·
1982 ·
1983 ·
1984 ·
1985 ·
1986 ·
1987 ·
1988 ·
1989 ·
1990 ·
1991 ·
1992 ·
1993 ·
1994 ·
1995 ·
1996 ·
1997 ·
1998

Nagano-periode:

1999 ·
2000 ·
2001 ·
2002 ·
2003 ·
2004 ·
2005 ·
2006 ·
2007 ·
2008 ·
2009 ·
2010 ·
2011 ·
2012 ·
2013 ·
2014 ·
2015 ·
2016 ·
2017